# Puumat
Puumat Helsinki (Puma en français) est un club de baseball finlandais basé à Helsinki. Fondé en 1981, ils ont remporté 9 titres du championnat de Finlande de baseball.

## Palmarès
- Champion de Finlande: 1981, 1982, 1983, 1984, 1987, 1991, 1993, 1995, 1999.